# TJ Chemička Ústí nad Labem (fotbal)
Tělovýchovná jednota Chemička Ústí nad Labem byl fotbalový klub z Ústí nad Labem, který byl založen v roce 1947. Prakticky celá historie oddílu souvisela s chemickým a hutním průmyslem v Ústí nad Labem. A-mužstvo přestalo vyvíjet činnost roku 1995.
Největším úspěchem klubu byla druholigová účast v ročnících 1961/62 a 1962/63, v nichž se hrála také ústecká derby s „Armou“ – Spartakem.
Svá domácí utkání hrál ve sportovním areálu TJ Chemička v Ústí nad Labem – „na Klíši“.

## Historické názvy
- 1947 – Sokol Chemička Ústí nad Labem
- 1953 – DSO Jiskra Chemička Ústí nad Labem (Dobrovolná sportovní organisace Jiskra Chemička Ústí nad Labem)
- 1957 – TJ Jiskra Chemička Ústí nad Labem (Tělovýchovná jednota Jiskra Chemička Ústí nad Labem)
- 1961 – TJ Chemička Ústí nad Labem (Tělovýchovná jednota Chemička Ústí nad Labem)
- 1993 – FK MILKO Spolchemie Ústí nad Labem (Fotbalový klub MILKO Spolchemie Ústí nad Labem)

## Stručná historie klubu
Klub hrál původně na škvárovém hřišti. Později hostil soupeře na travnaté ploše fotbalového stadionu, který dnes slouží Tréninkovému centru mládeže Klíše při FK Ústí nad Labem.
Ve fotbalové „Chemičce“ působili mj. bývalí prvoligoví hráči Oldřich Kohout a Václav Špindler ml., k odchovancům klubu patří Tomáš Pilař, Emil Rilke a Petr Vondráček. Barvy klubu hájil v první polovině 70. let 20. století také Karel Chlapec, který v letech 1980–2005 organizoval činnost staré gardy Armaturky.
A-mužstvo přestalo vyvíjet činnost roku 1995, poté došlo ke spojení s FK Velká Bukovina. Oddíl je stále veden jako aktivní, přestože již není členem FAČR (dříve ČMFS), ani tělovýchovné jednoty Chemička Ústí nad Labem. Ve zprávě o dotacích FAČR pro okres Ústí nad Labem z roku 2013 je uvedeno, že v onom roce klub neměl žádné členy (ID 4270051). Od 1. ledna 2014 je provozovatelem sportovních zařízení.
Stará garda Chemičky Ústí nad Labem byla aktivní ve druhém i třetím tisíciletí.

## Umístění v jednotlivých sezonách
Stručný přehled
Zdroj: 
- 1958–1960: Oblastní soutěž – sk. A
- 1960–1961: Severočeský krajský přebor
- 1961–1963: II. liga – sk. A
- 1963–1966: Severočeský krajský přebor
- 1966–1967: I. A třída Severočeského kraje
- 1967–1968: Severočeský krajský přebor
- 1968–1969: Divize B
- 1969–1971: Národní fotbalová liga – sk. A
- 1971–1974: Divize B
- 1974–1977: Národní fotbalová liga – sk. A
- 1977–1983: Divize B
- 1983–1984: Severočeský krajský přebor
- 1987–1990: Severočeský krajský přebor
- 1990–1991: I. A třída Severočeského kraje
- 1991–1994: I. A třída Severočeské oblasti
- 1994–1995: Severočeský oblastní přebor

Jednotlivé ročníky
Zdroj: 
Legenda: Z – zápasy, V – výhry, R – remízy, P – porážky, VG – vstřelené góly, OG – obdržené góly, +/− – rozdíl skóre, B – body, červené podbarvení – sestup, zelené podbarvení – postup, fialové podbarvení – reorganizace, změna skupiny či soutěže
| Československo (1958 – 1993) |                                        |        |    |    |    |    |    |    |     |    |        |
| Sezóny                       | Liga                                   | Úroveň | Z  | V  | R  | P  | VG | OG | +/− | B  | Pozice |
| 1958/59                      | Oblastní soutěž – sk. A                | 3      | 26 | 10 | 6  | 10 | 47 | 52 | −5  | 26 | 8.     |
| 1959/60                      | Oblastní soutěž – sk. A                | 3      | 26 | 14 | 6  | 6  | 44 | 30 | +14 | 34 | 3.     |
| 1960/61                      | Severočeský krajský přebor             | 3      | 22 | 14 | 5  | 3  | 41 | 25 | +16 | 33 | 1.     |
| 1961/62                      | II. liga – sk. A                       | 2      | 22 | 6  | 4  | 12 | 31 | 53 | −22 | 16 | 11.    |
| 1962/63                      | II. liga – sk. A                       | 2      | 26 | 9  | 6  | 11 | 36 | 46 | −10 | 24 | 11.    |
| 1963/64                      | Severočeský krajský přebor             | 3      | 26 | 8  | 11 | 7  | 46 | 36 | +10 | 27 | 6.     |
| 1964/65                      | Severočeský krajský přebor             | 3      | 26 | 12 | 3  | 11 | 29 | 41 | −12 | 27 | 8.     |
| 1965/66                      | Severočeský krajský přebor             | 4      | 26 | 7  | 8  | 11 | 35 | 35 | 0   | 20 | 13.    |
| …                            |                                        |        |    |    |    |    |    |    |     |    |        |
| 1967/68                      | Severočeský krajský přebor             | 4      | 26 | 16 | 5  | 5  | 60 | 35 | +25 | 37 | 1.     |
| 1968/69                      | Divize B                               | 3      | 26 | 15 | 4  | 7  | 47 | 30 | +17 | 34 | 3.     |
| 1969/70                      | Národní fotbalová liga – sk. A         | 3      | 30 | 11 | 7  | 12 | 42 | 31 | +11 | 29 | 8.     |
| 1970/71                      | Národní fotbalová liga – sk. A         | 3      | 30 | 7  | 7  | 16 | 28 | 37 | −11 | 21 | 14.    |
| 1971/72                      | Divize B                               | 4      | 26 | 15 | 9  | 2  | 43 | 21 | +22 | 39 | 2.     |
| 1972/73                      | Divize B                               | 4      | 26 | 17 | 4  | 5  | 44 | 22 | +22 | 38 | 2.     |
| 1973/74                      | Divize B                               | 4      | 26 | 19 | 4  | 3  | 60 | 22 | +38 | 42 | 1.     |
| 1974/75                      | Národní fotbalová liga – sk. A         | 3      | 30 | 9  | 6  | 15 | 35 | 57 | −22 | 24 | 13.    |
| 1975/76                      | Národní fotbalová liga – sk. A         | 3      | 30 | 9  | 11 | 10 | 30 | 42 | −12 | 29 | 9.     |
| 1976/77                      | Národní fotbalová liga – sk. A         | 3      | 30 | 7  | 2  | 21 | 25 | 67 | −42 | 16 | 15.    |
| 1977/78                      | Divize B                               | 3      | 30 | 7  | 10 | 13 | 32 | 38 | −6  | 24 | 13.    |
| 1978/79                      | Divize B                               | 3      | 30 | 12 | 5  | 13 | 34 | 35 | −1  | 29 | 10.    |
| 1979/80                      | Divize B                               | 3      | 30 | 9  | 7  | 14 | 28 | 38 | −10 | 25 | 12.    |
| 1980/81                      | Divize B                               | 3      | 30 | 10 | 7  | 13 | 32 | 47 | −15 | 27 | 9.     |
| 1981/82                      | Divize B                               | 4      | 26 | 7  | 8  | 11 | 27 | 46 | −19 | 22 | 10.    |
| 1982/83                      | Divize B                               | 4      | 26 | 6  | 5  | 15 | 30 | 46 | −16 | 17 | 13.    |
| 1983/84                      | Severočeský krajský přebor – sk. B     | 5      | 22 | 6  | 7  | 9  | 31 | 32 | −1  | 19 | 9.     |
| …                            |                                        |        |    |    |    |    |    |    |     |    |        |
| 1987/88                      | Severočeský krajský přebor             | 5      | 30 | 13 | 8  | 9  | 53 | 42 | +11 | 34 | 6.     |
| 1988/89                      | Severočeský krajský přebor             | 5      | 30 | 8  | 12 | 10 | 37 | 47 | −10 | 28 | 11.    |
| 1989/90                      | Severočeský krajský přebor             | 5      | 30 | 4  | 14 | 12 | 37 | 64 | −27 | 22 | 15.    |
| 1990/91                      | I. A třída Severočeského kraje – sk. B | 6      | 30 | 13 | 7  | 10 | 62 | 40 | +22 | 33 | 4.     |
| …                            |                                        |        |    |    |    |    |    |    |     |    |        |
| 1992/93                      | I. A třída Severočeské oblasti – sk. A | 6      | 30 | 12 | 11 | 7  | 42 | 34 | +8  | 35 | 4.     |
| Česko (1993 – 1995)          |                                        |        |    |    |    |    |    |    |     |    |        |
| Sezóny                       | Liga                                   | Úroveň | Z  | V  | R  | P  | VG | OG | +/− | B  | Pozice |
| 1993/94                      | I. A třída Severočeské oblasti – sk. B | 6      | 30 | 21 | 6  | 3  | 71 | 23 | +48 | 48 | 2.     |
| 1994/95                      | Severočeský oblastní přebor            | 5      | 30 | 4  | 7  | 19 | 35 | 62 | −27 | 19 | 15.    |

Poznámky:
- 1965/66: Mužstvu byly odečteny 2 body.[30][31]
- 1993/94: Postoupilo rovněž vítězné mužstvo FK Secheza VTJ Lovosice.[28]
- Od sezony 1994/95 včetně se ve všech soutěžích Českomoravského fotbalového svazu začaly za vítězství udělovat tři body. Do konce sezony 1993/94 byly za výhru udělovány dva body.